# 이사벨라 (영화)
이사벨라(伊莎貝拉: Isabella)는 홍콩에서 제작된 팡호청 감독의 2006년 드라마, 멜로/로맨스 영화이다. 두문택 등이 주연으로 출연하였고 펑하오샹 등이 제작에 참여하였다.

## 출연

### 주연
- 두문택
- 이사벨라 롱

### 조연
- 작균
- 가효신
- 증국상
- 황추생
- 첨서문
- 조시 호
- 여문락

## 제작진
- 미술: 만림중
- 의상: 황가보